# Mohamed Diamé
Mohamed Diamé (* 14. Juni 1987 in Créteil) ist ein französisch-senegalesischer ehemaliger Fußballspieler.

## Karriere

### Vereine
Ausgebildet in der INF Clairefontaine, begann Diamés Karriere beim RC Lens, wo er bis 2007 für dessen Jugend- sowie Reservemannschaft spielte und anschließend auch zum Profikader gehörte. Da er dort aber zu keinem Einsatz kam, wechselte er 2007 zum CD Linares, welcher in der Segunda División B spielte. Nach guten Leistungen dort wurde er ein Jahr später von Rayo Vallecano verpflichtet und spielte von nun an in der Segunda División. Bei Rayo Vallecano blieb er nur eine Spielzeit, ehe sich Diamé 2009 Wigan Athletic in der englischen Premier League anschloss. Nach drei Jahren bei Wigan unterzeichnete er im Sommer 2012 einen Dreijahresvertrag beim Premier-League-Aufsteiger West Ham United. Ab 2014 spielte er dann zwei Jahre bei Hull City und ging dann bis 2019 zu Newcastle United. Anschließend war er zwei Spielzeiten bei Al-Ahli SC in Katar aktiv. Nach neunmonatiger Vereinslosigkeit unterschrieb er dann im April 2022 einen Vertrag beim spanischen Zweitligisten CF Fuenlabrada.

### Nationalmannschaft
Am 26. März 2011 gab Diamé bei einem 1:0-Sieg in der Qualifikation zur Afrikameisterschaft 2012 gegen Kamerun sein Debüt für die senegalesische A-Nationalmannschaft und absolvierte bis 2017 insgesamt 36 Partie. Seinen einzigen Treffer erzielte er 2016 während der Afrika-Cup-Qualifikation beim 2:0-Sieg über Niger. Außerdem nahm der Mittelfeldspieler mit dem Senegal an den Olympischen Sommerspielen 2012 in London teil und absolviere dort vier Spiele.